# When Lin Came Home
When Lin Came Home è un cortometraggio muto del 1916. Il nome del regista non viene riportato nei credit del film che, prodotto dalla Vitagraph nel 1915, fu distribuito nel gennaio seguente dalla General Film Company.

## Produzione
Il film fu prodotto dalla Vitagraph Company of America.

## Distribuzione
Distribuito dalla General Film Company, il film - un cortometraggio in una bobina - uscì nelle sale cinematografiche statunitensi il 10 gennaio 1916.